# Tina Russell
Pour les articles homonymes, voir Russell.
Tina Russell, née Linda Mintzer le 23 septembre 1948 à Williamsport, Pennsylvanie, morte le 18 mai 1981 à Vista, Californie, est une actrice de films pornographiques américaine.

## Biographie
Tina Russell est une "Legends of Porn" (1970-1981).
Linda Mintzer grandit à Williamsport, en Pennsylvanie, fille aînée d'un ingénieur et d'une mère au foyer. Elle a également un frère de 7 ans son cadet. Bonne élève, elle est diplômée en 1966 et se destine à devenir infirmière. Elle se marie avec le photographe John Sanderson (Jason Russell). Le couple s'installe à New York. Ils mènent une vie de hippies comme beaucoup à cette époque et forment un couple "non-exclusif", c'est-à-dire qu'ils ont ouvertement des relations sexuelles avec d'autres personnes.
En 1967, elle commence à poser nue pour récolter de l'argent afin d'aider une amie à payer la caution de son petit ami, emprisonné pour possession de marijuana. Elle confiera également qu'une autre raison pour son choix de carrière est qu'elle est exhibitionniste.
De fil en aiguille, elle et son mari jouent dans des films pornographiques, clandestins à l'époque, et se produisent également sur scène dans des peep-shows.
Ils adoptent les pseudonymes de Tina et Jason Russell. Ils tournent beaucoup ensemble mais Tina tourne également avec d'autres hommes et femmes.
En 1971, à la suite d'une vague de répression contre la pornographie à New York, ils partent s'installer au Pérou pendant un an. Elle étudie l'histoire et la culture de ce pays et se tourne également vers la spiritualité.
A leur retour à New York, ils découvrent que la pornographie est devenue légale et recommencent à tourner. Jason n'apparaît plus devant la caméra mais continue de suivre sa femme sur les tournages et ambitionne de devenir réalisateur et producteur. Tina devient une des premières stars de l'industrie lors des premières années de légalisation et tournent dans les plus grosses productions des années 1973 à 1975.
Elle écrit son autobiographie en 1973 intitulé "Porno Star", qui est considérée comme la première autobiographie d'une actrice de X. Elle y exprime son désir de tourner des films plus jolis et ambitieux et de voir un jour le genre accepté au niveau du grand public.
A la fin des années 1970, elle trouve de moins en moins de rôles. Jason l'oblige à rester simple maquilleuse sur les films qu'il réalise, ce qui n'est pas ce qu'elle veut faire. Puis, il la quitte pour une autre actrice beaucoup plus jeune, Jean Jennings (ils ne divorcent pas, cependant). Pour elle, Jason/John était son seul grand amour véritable, elle n'arrive pas à en prendre le dessus et sombre dans la dépression et l'alcoolisme, dont souffraient déjà ses parents. Elle prend beaucoup de poids et alterne avec des périodes d'anorexie extrême.
Son état de santé se dégrade rapidement, elle contracte une cirrhose et se retrouve clouée dans un fauteuil roulant sur la fin de sa vie. En 1981, à l'âge de 32 ans, elle meurt d'une insuffisance rénale aiguë alors qu'elle rendait visite à son frère. Elle est enterrée au cimetière de Montoursville, Pennsylvanie.
Jason, lui, quitte l'industrie du X dans les années 1980. Il meurt le 26 octobre 2005 à l'âge de 62 ans.

### Récompenses
- 1985 : XRCO Hall of Fame

## Filmographie sélective
- Tina Russell Classics (1982)
- Presidential Peepers (1975)
- A Touch of Genie (1974) de Joseph W. Sarno
- Deep Throat Part II (1974) de Joseph W. Sarno
- Not Just Another Woman (1974)
- The Hardy Girls (1974)
- Hypnorotica (1973)
- British Hookers Holiday (1973)
- The New Comers (1973)
- The Whistle Blowers (1973)
- Joe Rock Superstar (1973)
- The Whistle Blowers (1973)
- Madame Zenobia (1973) de Eduardo Cemano
- Bedroom Bedlam (1973)
- Devil's Due (1973)
- The Filthiest Show in Town (1973)
- Pleasure Motel (1973)
- Campus Girls (1973)
- The Hooker Convention (1973)
- Meatball (1972) de Gerard Damiano
- Rivelazioni di un maniaco sessuale al capo della squadra mobile (1972)
- Sexual Customs in Scandinavia (1972)
- Is There Sex After Death? (1971)
- Dark Dreams (1971) de Roger Guermantes
- The Debauchers (1970)